# Opsimini
Los opsiminos (Opsimini) son una  tribu de coleópteros polífagos crisomeloideos de la familia Cerambycidae.

## Géneros
Tiene los siguientes géneros:
- Dicentrus LeConte, 1880
- Europsimus Vitali, 2011 †
- Japonopsimus Matsushita, 1935
- Opsimus Mannerheim, 1843